# Anni Huotari
Anna Maria "Anni" Huotari, född Torvelainen 13 juli 1874 i Viborg, död 15 april 1943 i Helsingfors, var en finländsk politiker. Hon ingick 1902 äktenskap med Anton Huotari.
Huotari invaldes som representant för socialdemokraterna i den första enkammarlantdagen 1907 samt var ledamot av Finlands riksdag för nämnda parti 1922–1926 och 1932–1943.